# Tři veteráni (literární dílo)
Tři veteráni jsou součástí sbírky humoristických autorských pohádek Fimfárum od Jana Wericha. Kniha Fimfárum byla poprvé vydána v roce 1960 a obsahuje celkem sedmnáct textů. Pohádka kritizuje lidské slabosti, jako jsou chamtivost a lakota, a zdůrazňuje důležitost morálních hodnot. Vyznačuje se Werichovým typickým humorem a jazykovou hravostí a zároveň přináší poučení pro čtenáře všech věkových kategorií.

## Děj
Příběh vypráví o trojici vysloužilých vojáků: Pankrácovi, Bimbácovi a Servácovi. Tito tři veteráni po dlouhých letech služby v armádě touží po zaslouženém odpočinku a lepším životě. Při svých cestách se setkají s kouzelnými skřítky, kteří jim za jejich dobré srdce a odvahu darují tři kouzelné předměty. Prvním je klobouk, který má schopnost vyčarovat cokoliv, co si jeho majitel přeje, druhým je měšec, jenž poskytuje neomezené bohatství, a konečně třetím je kouzelná harfička, která svým hraním přivolává zázraky a plní přání. S těmito dary jsou veteráni schopni splnit si všechny své sny a přání. Zprvu si užívají své nově nabyté moci a bohatství, ale brzy se ukáže, že bohatství a moc s sebou přinášejí i problémy. Veteráni se setkávají s různými lidmi, kteří se snaží využít jejich důvěřivosti a lakoty. Tou nejdůležitější z těchto zkušeností je setkání s králem a jeho dcerou, kteří se jim pokoušejí ukrást jejich kouzelné předměty. Postupně se ukazuje, že materiální bohatství a kouzla nejsou zárukou štěstí a spokojenosti. Veteráni si uvědomují, že opravdové hodnoty jako přátelství, poctivost a morální integrita jsou důležitější než hromadění bohatství a moc. Po sérii zkoušek a útrap se rozhodnou vzdát se kouzelných předmětů a vrátit se k prostému životu, kde nacházejí skutečné štěstí.

## Přijetí díla a interpretace
Celé Fimfárum bylo velmi kladně přijato čtenáři i kritiky. V rámci projektu Čtení pomáhá byla kniha Fimfárum v roce 2011 označena členy komise Zdeňkem Svěrákem a Jiřím Dědečkem za nejlepší knihu pro děti. Dita Trnková na webu Pohádkozem knihu označila za nadčasové dílo, ve kterém si Jan Werich vyhrál s češtinou. Dále vyzdvihla skutečnost, že kniha je psána způsobem, který si osvojí mladší čtenáři a zároveň si v něm najdou své i dospělí. Svatava Urbanová ve svojí knize věnované dětské literatuře vyzdvihuje Werichův cit pro oslovení čtenáře a umění napsat pohádku takovým způsobem, aby posluchač chtěl jeho příběhům naslouchat. Navazuje na tradici ústní lidové slovesnosti, ale spojuje ji s vlastními zážitky, názory a životní filozofií.
Podle tvrzení samotného Wericha text „jako pohádka vypadá, ale pohádka to není“. Označuje Tři veterány spíše za povídku s historickým námětem – postava krále je například inspirována konkrétní postavou černohorského krále Nikoly I., který hrál důležitou roli na Balkáně v době před první světovou válkou.
Ivo Martinec popsal začátek Tří veteránů jako příklad moderního způsobu pohádkového vyprávění, kdy je „úvodní zobrazení místa, času a jednajících postav spojeno do poměrně sevřeného, stručného úvodu a představuje jakoby náčrt jeviště v okamžiku, kdy se roztáhne opona: Uprostřed hvozdu a uprostřed noci, za větrem v roklince doutnal ohníček. Kousek dál na pařezu seděl do pláště zachumlaný voják. Veterán.“

## Adaptace
Pohádka byla několikrát adaptována. V roce 1963 byl text Karlem Texelem upraven pro divadlo. V roce 1964 byl, ve spolupráci s Janem Werich, připraven televizní film. Známější zpracování pak přišlo v roce 1983, kdy byli Tři Veteráni zfilmováni režisérem Oldřichem Lipským podle scénáře Zdeňka Svěráka. Tento film je dodnes velmi oblíbený a patří k českým pohádkovým klasikám. Hlavní role ztvárnili Rudolf Hrušínský jako Pankrác, Petr Čepek jako Bimbác a Josef Somr jako Servác.